# 程久保川
程久保川（ほとくぼがわ）は、東京都日野市内を流れる多摩川水系の一級河川である。

## 概要
この河川は上流部の一部を除き三面護岸となっている都市計画河川で根川と同様河川内に立ち入ることはできないが、多摩動物公園駅付近では暗礁から親水風に改修され降りる階段もある。しかし設置当初より閉鎖されている為立ち入り禁止である事に変化はない。

## その他
- 2010年頃になって、多摩動物公園駅付近は、親水風に改修された。
- 本河川は、程久保地区の急勾配を一気に下るため、堰の数が比較的多い。
- 合流部の手前には人工的に作成されたワンドがあり、本河川の流域の中では生態系が豊かである。

## ギャラリー

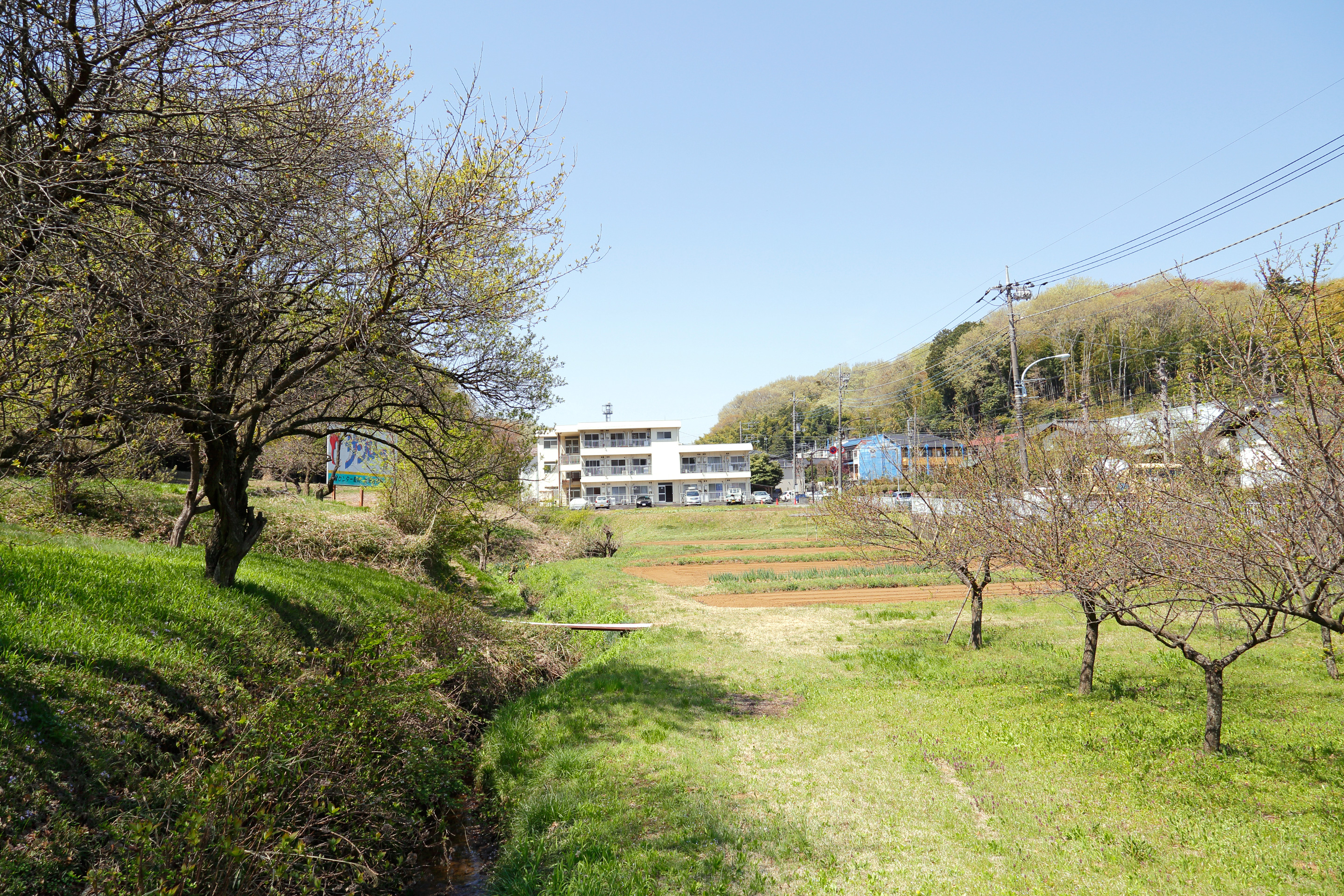
源流付近
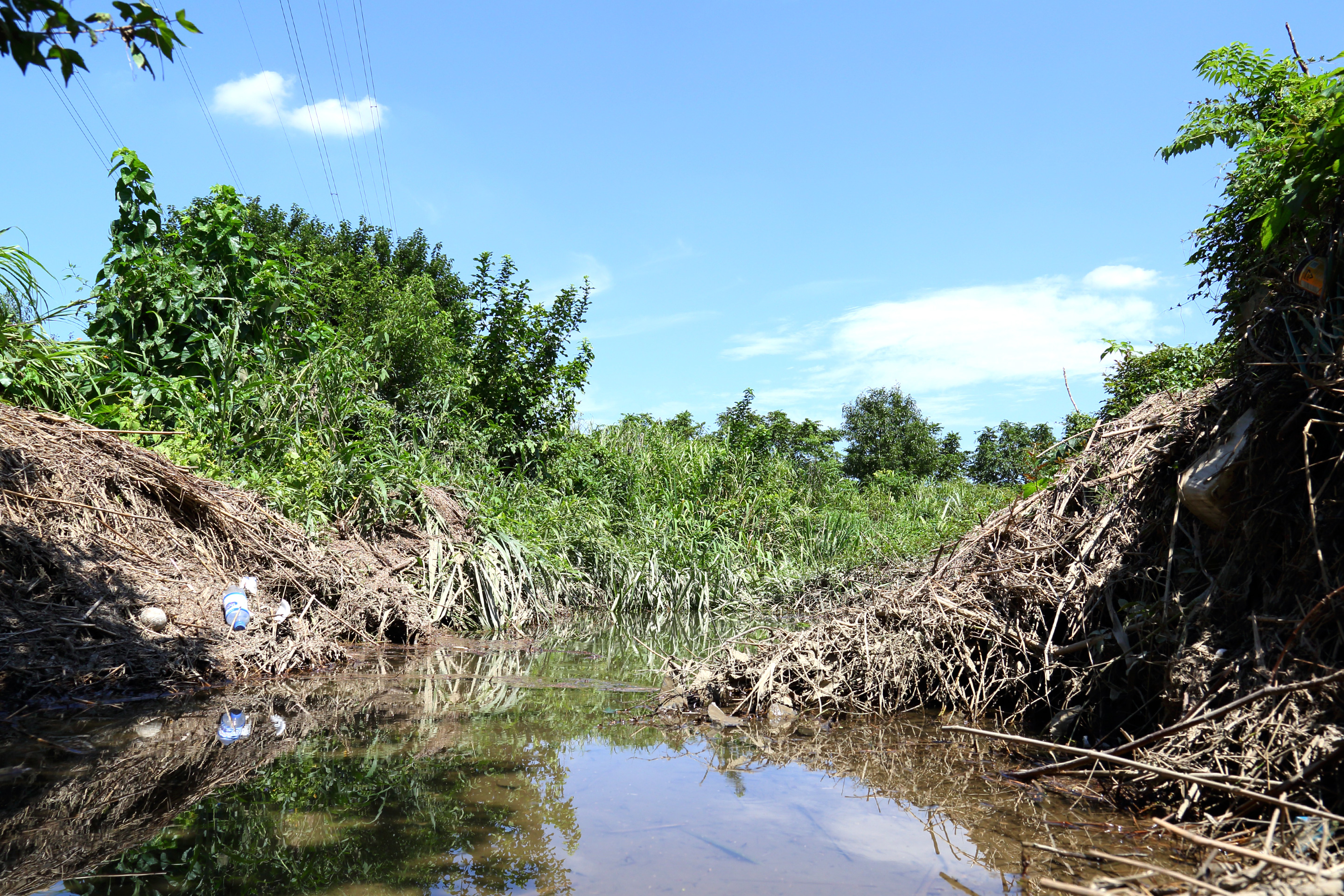
最下流にある人工のワンド
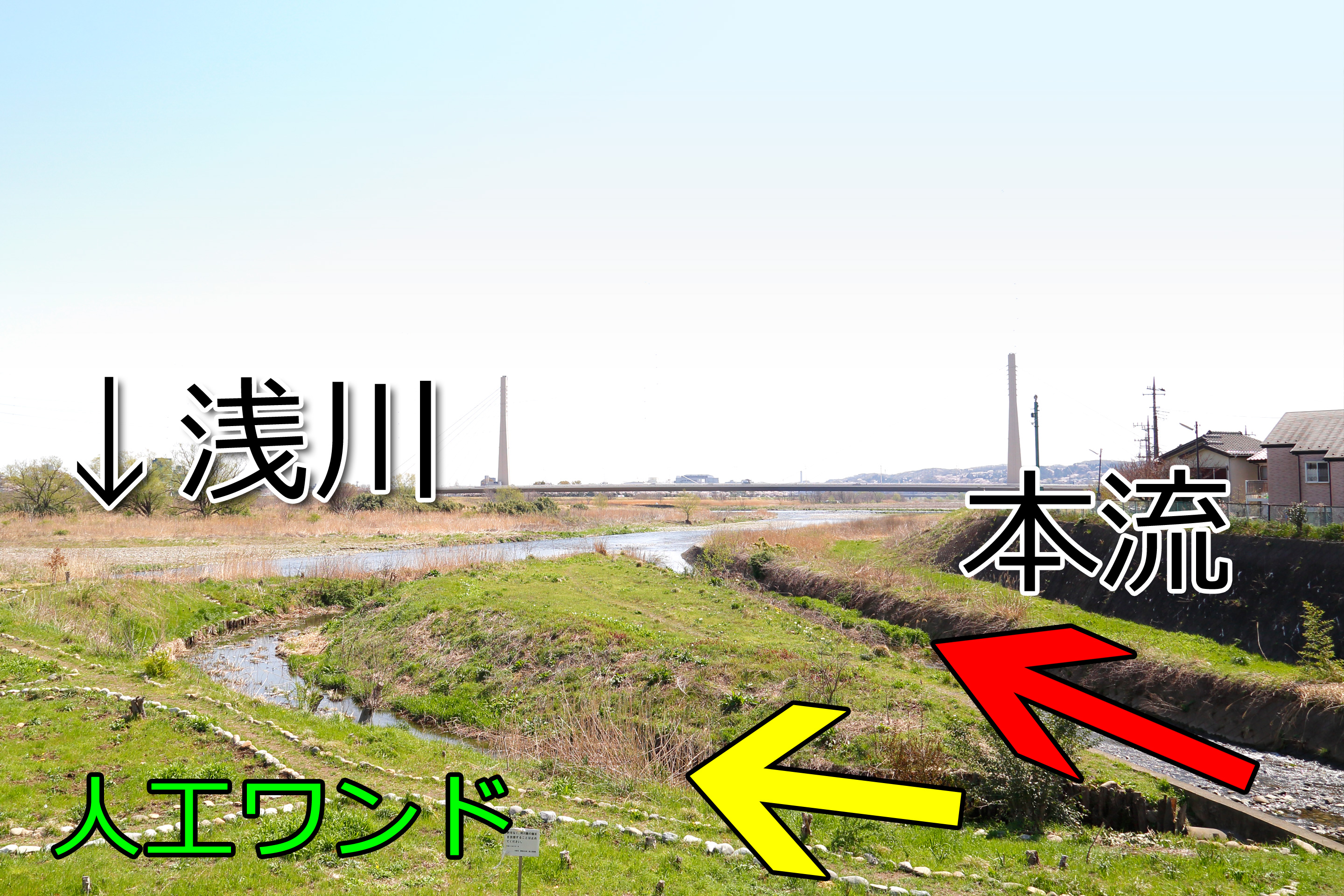
俯瞰した解説
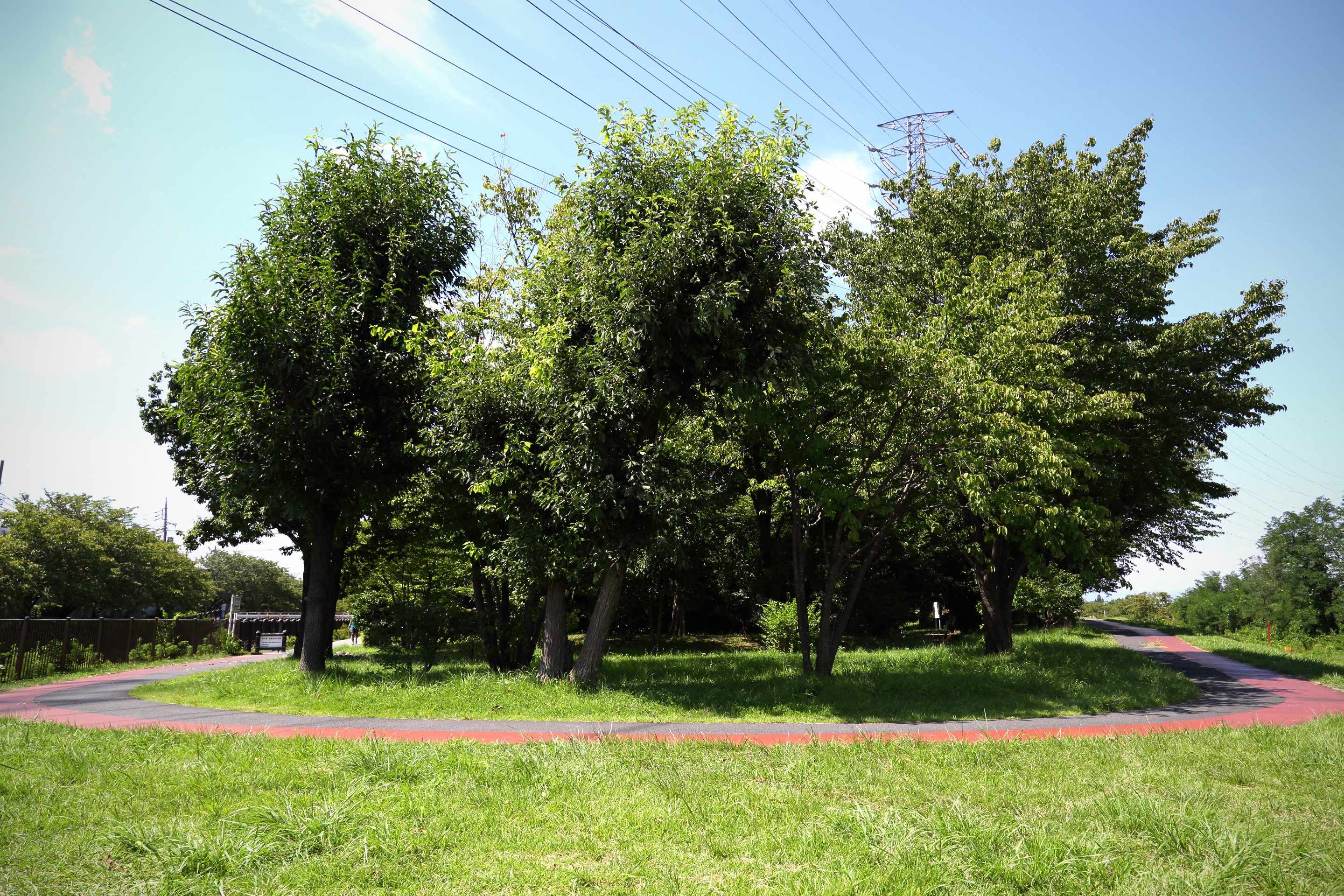
浅川との合流点付近はUターンするような経路となっている